# Manlobi
Manlobi, ook wel Maloebi, is een marrondorp in Sipaliwini in Suriname. Het ligt op een eiland in de bovenloop van de Tapanahonyrivier, in de buurt van het Manlobigebergte.
Manlobi werd in 2010 verbonden met het mobiele telefoonnet van Digicel, via een mast op de berg Berayu nabij het dorp aan het linkeroever van de rivier. In 2017 werd het via Telesur aangesloten op nog een tweede verbinding. In 2025 werd een drinkwaterstation in het dorp in gebruik genomen.
Op de berg is het kantoor van Freedom Resources gevestigd, het bedrijf dat vanaf circa 2007 voorbereidde op goudwinning in dit gebied. Ook bevindt zich daar een supermarkt en een kabinet (horecagelegenheid).
Rond 2012 werd gewerkt aan de opzet van peuteronderwijs in onder meer Manlobi, waardoor kinderen daarvoor in hun eigen dorp kunnen blijven.
In 2009 werd de korte documentaire Trypps #6 van Ben Russell opgenomen in Manlobi.
Affivisiti · Agaigoni · Ajokojokondre · Akani Pata · Aloepi 1 & 2 · Alopi · Antino · Antonio do Brinco · Apetina · Benanoe · Benzdorp · Clementi · Cottica · Draai · Drietabbetje · Gakaba · Godo-olo · Godoro · Granbori · Herminadorp · Intelewa · Kampoe · Kawemhakan · Koemakapan · Kontina · Lensidede · Maboga · Maisa Kampu · Manlobi · Moitaki · Monpoesoe · Nikie · Paloemeu · Peleloe Tepoe · Peruano · Poeketi · Poeloegoedoe · Ronaldo · Sajé · Tjon Tjon · Tutu Kampu · Wanfinga · Wehejok